# Фрута (Колорадо)
Фрута (енгл. Fruita) град је у америчкој савезној држави Колорадо.

## Демографија
По попису из 2010. године број становника је 12.646, што је 6.168 (95,2%) становника више него 2000. године.
| Група             | 2000.         | 2010.          |
| Белци             | 5.525 (85,3%) | 10.713 (84,7%) |
| Афроамериканци    | 24 (0,4%)     | 64 (0,5%)      |
| Азијати           | 19 (0,3%)     | 83 (0,7%)      |
| Хиспаноамериканци | 773 (11,9%)   | 1.512 (12,0%)  |
| Укупно            | 6.478         | 12.646         |